# Henryk Kliem
Henryk Kliem (ur. 1878 w Chodczu, zm. 21 kwietnia 1938 w Gdyni) – inżynier, ewangelicki działacz kościelny.
Syn duchownego, ks. Emila Augusta Kliema, również dziadek był pastorem. Po ukończeniu Instytutu Inżynierów Komunikacji w Petersburgu pracował przy rozbudowie portów w Archangielsku i w Petersburgu, gdzie był również zastępcą kapitana portu. Po powrocie do Polski w 1921 był zatrudniony przy rozbudowie Żoliborza w Warszawie i pracował w Grodnie. W 1926 zamieszkał w Tczewie, brał udział w rozbudowie portu rzecznego, węzła kolejowego i wznoszeniu szeregu budynków. Wraz z żoną, Aleksandrą Kliem, w domu własnym na przedmieściu Górki prowadził prywatną bursę dla młodzieży inteligenckiej i był zaangażowany w życie miasta. Współpracując z ks. Jerzym Kahané, doprowadził do powstania w 1930 polskiego zboru ewangelickiego w Tczewie i do śmierci pozostawał prezesem kolegium kościelnego. Od 1936 prowadził w Gdyni wraz z inż. Ciszewskim i Grabowskim biuro zajmujące się rozbudową portu. 
Pochowany w części ewangelickiej cmentarza Witomińskiego w Gdyni (kwatera 5-12-27). Kliemowie mieli dzieci, które zmarły jeszcze podczas pobytu w Rosji.

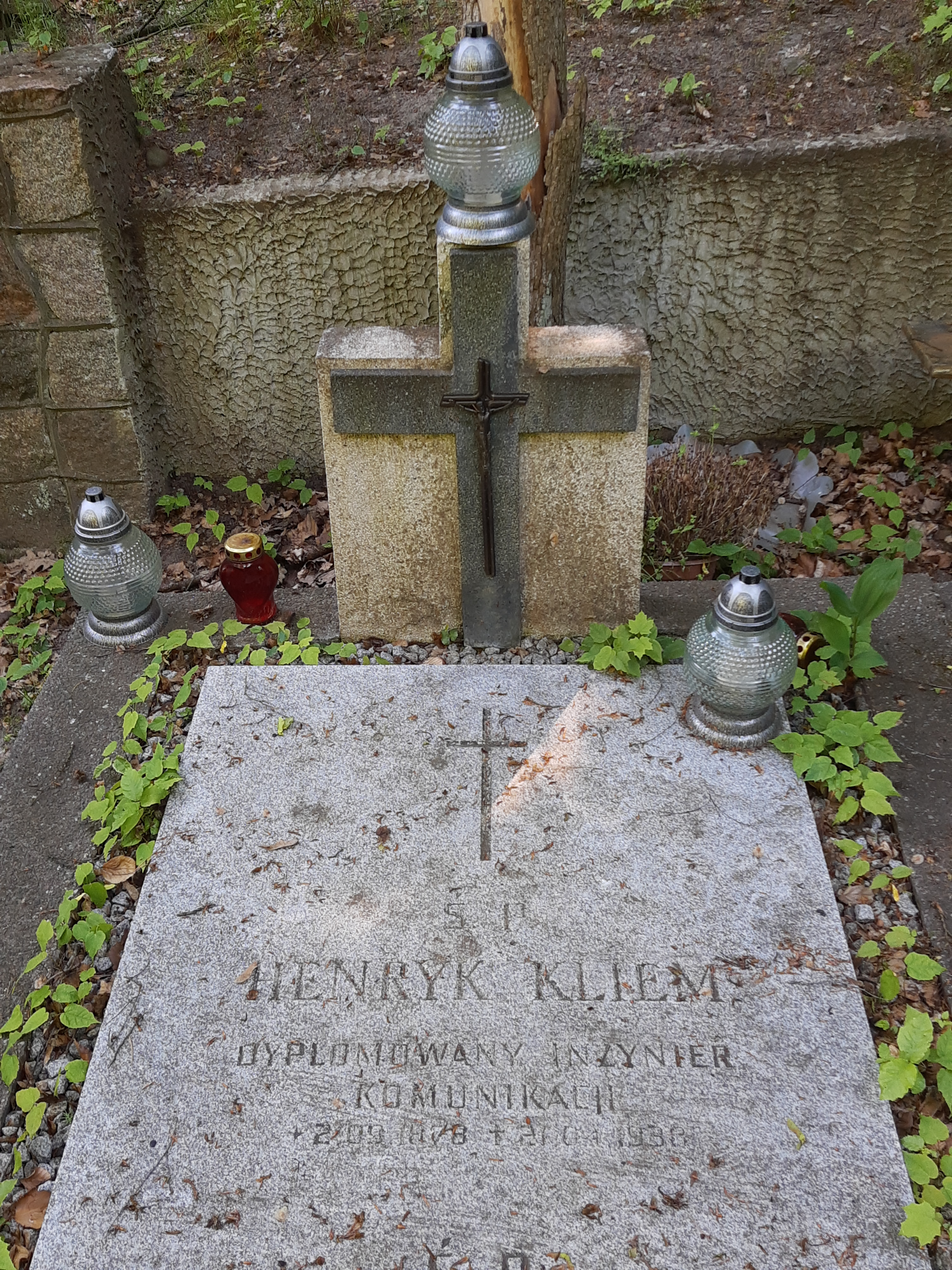
Grób Henryka Kliema na cmentarzu Witomińskim